# آنا مائستری
آنا مائستری (ایتالیایی: Anna Maestri؛ ۷ ژانویهٔ ۱۹۲۴ – ۴ مارس ۱۹۸۸) بازیگر اهل ایتالیا بود.
از فیلم‌هایی که وی در آن نقش داشته‌است، می‌توان به بگذار خودمان را مسلح کنیم و شما به جبهه بروید!، برنج تلخ، خوشی من، خوشی توست و مارکو پولو اشاره کرد.